# قرن المال (عمد)

تعديل مصدري - تعديل

قرن المال هي إحدى قرى بمديرية عمد التابعة لمحافظة حضرموت، بلغ تعداد سكانها 116 نسمة حسب تعداد اليمن لعام 2004.